# Peak Lake
Peak Lake är en sjö i Kanada.   Den ligger i provinsen British Columbia, i den sydvästra delen av landet, 3 600 km väster om huvudstaden Ottawa. Peak Lake ligger 1 066 meter över havet.
I omgivningarna runt Peak Lake växer i huvudsak barrskog. Runt Peak Lake är det glesbefolkat, med 8 invånare per kvadratkilometer.